# Just Dance 2017
Just Dance 2017 — танцевальная компьютерная игра, разработанная и изданная компанией Ubisoft. Была анонсирована 13 июня 2016 в ходе пресс-конференции Е3 и выпущена 25 октября 2016 года для консолей PlayStation 3, PlayStation 4, Xbox 360, Xbox One, Wii и Wii U. Ubisoft также заявили в анонсе, что игра впервые выпущена на PC в Steam, а также на Nintendo Switch.

## Игровой процесс
Как и в предыдущих частях игры, задача игроков повторять танец за примером, показанным в игре и получать очки, количество которых основано на точности повторения. Игра поддерживает соответствующие датчики для захвата движений на консоли или же использует приложение-компаньон (для консолей текущего поколения и ПК) для смартфона. Новый режим «Just Dance Machine» будет добавлен на текущем поколении консолей и версии для ПК, где игроки должны танцевать различными стилями, чтобы «помочь инопланетным захватчикам вернуться домой».
Ubisoft подтвердила, что Dance Quests, Sweat, Just Dance TV и World Dance Floor будут оставлены в игре, а также Just Dance Unlimited — абонентское обслуживание для версий игры на консолях текущего поколения и ПК, с дополнительным контентом. Приложение-компаньон также будет обновлено с появлением возможностей социальной сети, с функциями редактирования фото и конечно же поддержка Just Dance TV — основное назначение приложения для работы смартфона в качестве датчика движения (наподобие Wiimote, Joy-Con и PlayStationMove).

## Список композиций
Следующие композиции появляются в игре:
| Песня                              | Исполнитель                                                        | Год  |
| ---------------------------------- | ------------------------------------------------------------------ | ---- |
| «All About Us»                     | Джордан Фишер                                                      | 2016 |
| «Bailar»                           | Deorro и Элвис Креспо                                              | 2016 |
| «Bang»                             | Anitta                                                             | 2015 |
| «BonBon»                           | Эра Истрефи                                                        | 2016 |
| «Cake by the Ocean»                | DNCE                                                               | 2015 |
| «Can’t Feel My Face»               | The Weeknd                                                         | 2015 |
| «Carnaval Boom»                    | Latino Sunset                                                      | 2016 |
| «Cheap Thrills»                    | Sia и Шон Пол                                                      | 2016 |
| «Cola Song»                        | INNA и Джей Бальвин                                                | 2014 |
| «Daddy»                            | PSY, CL и 2NE1                                                     | 2015 |
| «Don’t Stop Me Now»                | Queen                                                              | 1979 |
| «Don’t Wanna Know»                 | Maroon 5                                                           | 2016 |
| «Dragostea Din Tei»                | O-Zone                                                             | 2003 |
| «El Tiki»                          | Maluma                                                             | 2015 |
| «Ghost In the Keys»                | Halloween Thrills                                                  | 2016 |
| «Groove»                           | Jack & Jack                                                        | 2014 |
| «Hips Don’t Lie»                   | Shakira и Жан Вайклеф                                              | 2005 |
| «I Love Rock 'n Roll»              | Fast Forward Highway                                               | 1982 |
| «Into You»                         | Ариана Гранде                                                      | 2016 |
| «La Bicicleta»                     | Карлос Вивес и Shakira                                             | 2016 |
| «Last Christmas»                   | Santa Clones (как подражатели Wham!)                               | 1984 |
| «Lean On»                          | Major Lazer, DJ Snake и MØ                                         | 2015 |
| «Like I Would»                     | Zayn                                                               | 2016 |
| «Little Swing»                     | AronChupa и Little Sis Nora                                        | 2016 |
| «Oishii Oishii»                    | Wanko Ni Mero Mero                                                 | 2016 |
| «PoPiPo»                           | Мику Хацунэ                                                        | 2007 |
| «RADICAL»                          | Dyro и Dannic                                                      | 2014 |
| «Run The Night»                    | Джиги Роу                                                          | 2016 |
| «Scream & Shout»                   | Will.i.am и Бритни Спирс                                           | 2012 |
| «September»                        | Equinox Stars (как подражатели Earth, Wind & Fire)                 | 1978 |
| «Single Ladies (Put a Ring on It)» | Beyoncé                                                            | 2008 |
| «Sorry»                            | Джастин Бибер                                                      | 2015 |
| «Te Dominar»                       | Daya Luz                                                           | 2016 |
| «Tico-Tico no Fubá»                | The Frankie Bostello Orchestra (как подражатели Zequinha de Abreu) | 1917 |
| «Titanium»                         | David Guetta и Sia                                                 | 2011 |
| «Watch Me (Whip/Nae Nae)»          | Silentó                                                            | 2015 |
| «What Is Love»                     | Ultraclub 90 (как подражатель Haddaway)                            | 1993 |
| «Wherever I Go»                    | OneRepublic                                                        | 2016 |
| «Worth It»                         | Fifth Harmony и Kid Ink                                            | 2015 |

### Just Dance Unlimited
Как и в предыдущей игре, версии игры для восьмого поколение консолей (включая PC и Nintendo Switch) поддерживают Just Dance Unlimited, который предлагает неограниченный доступ к библиотеке песен из предыдущих игр серии и новым песням, которые являются эксклюзивными. Три месяца подписки на Just Dance Unlimited является частью более дорогого издания игры — Gold Edition. PAL версия игры включает в себя 3 месяца подписки как и золотое издание. Все эксклюзивные треки также могут воспроизводиться в Just Dance Unlimited для 2016 версии.
Эксклюзивные песни из Just Dance Unlimited:
| Песня                                                     | Исполнитель                    | Год  | Дата выхода                                                                        |
| --------------------------------------------------------- | ------------------------------ | ---- | ---------------------------------------------------------------------------------- |
| «Let Me Love You»                                         | DJ Snake и Джастин Бибер       | 2016 | 25 октября 2016 года                                                               |
| «Youth»                                                   | Трой Сиван                     | 2015 | 25 октября 2016 года                                                               |
| «Имя 505»                                                 | Время и Стекло                 | 2015 | 25 октября 2016 года                                                               |
| «Ona tańczy dla mnie»                                     | Weekend                        | 2012 | 25 октября 2016 года                                                               |
| «Je sais pas danser»                                      | Natoo                          | 2016 | 25 октября 2016 года (23 февраля 2017 года — мировая премьера)                     |
| «The Greatest»                                            | Sia                            | 2016 | 25 ноября 2016 года                                                                |
| «Juju on That Beat (TZ Anthem)»                           | Zay Hilfigerrr и Zayion McCall | 2016 | 21 декабря 2016 года                                                               |
| «Don’t Worry»                                             | Madcon и Рэй Далтон            | 2015 | 26 января 2017 года                                                                |
| «Chiwawa» (Ремастеринговая версия от Barbie)              | Wanko Ni Mero Mero             | 2015 | 26 января 2017 года                                                                |
| «Me Too»                                                  | Меган Трейнор                  | 2016 | 23 февраля 2017 года                                                               |
| «How Deep Is Your Love»                                   | Кельвин Харрис и Disciples     | 2015 | 3 марта 2017 года — Nintendo Switch (22 июня 2017 года — PS4, Xbox One, Wii U, PC) |
| «HandClap»                                                | Fitz и The Tantrums            | 2016 | 23 марта 2017 года                                                                 |
| «Don’t Let Me Down»                                       | Daya и The Chainsmokers        | 2016 | 20 апреля 2017 года                                                                |
| «Ain’t My Fault»                                          | Зара Ларссон                   | 2016 | 30 мая 2017 года                                                                   |
| «Wake Me Up Before You Go-Go» (Из «Эмоджи Фильма»)        | Wham!                          | 1984 | 20 июля 2017 года                                                                  |
| «HandClap» (Фанмейд победителя Just Dance World Cup 2017) | Fitz и The Tantrums            | 2016 | 31 августа 2017 года                                                               |

## Отзывы
| Сводный рейтинг | Сводный рейтинг |
| Агрегатор       | Оценка          |
| --------------- | --------------- |
| GameRankings    | 71,18 %         |